# Andrej Karpathy
Andrej Karpathy (* 23. října 1986 Bratislava) je slovensko-kanadský počítačový vědec, který se specializuje se na hluboké učení a počítačové vidění. Pracoval a spoluzaložil OpenAI, pracoval také jako ředitel umělé inteligence ve společnosti Tesla.

## Životopis a vzdělání
Narodil se v Bratislavě, většinu dětství však prožil v Košicích. V patnácti letech se s rodinou přestěhoval do kanadského Toronta.
V roce 2009 získal bakalářský titul v oboru informatiky a fyziky na Torontské univerzitě a o dva roky později magisterský titul na Univerzitě Britské Kolumbie ve Vancouveru. Následně absolvoval doktorské studium na Stanfordově univerzitě pod vedením Fei-Fei Li. Ve svém výzkumu se zaměřoval na propojení zpracování přirozeného jazyka a počítačového vidění a na vývoj modelů hlubokého učení vhodných pro tyto úkoly. Studium ukončil v roce 2015. Během studií byl také na stáži v Google Research (2011 a 2013) a DeepMind (2015).
Ve volném čase se věnuje sportu, hraní počítačových her, programování a soutěžnímu řešení Rubikovy kostky.

## Kariéra
Na Stanfordu v roce 2015 vytvořil a učil předmět Konvoluční neuronové sítě pro vizuální rozpoznávání, což byl tehdy první předmět věnující se hlubokému učení. Předmět se stal velmi populárním, v roce 2017 si ho zapsalo 750 studentů, přednášky byly také publikovány na platformě YouTube.
V roce 2015 spoluzaložil organizaci OpenAI, která se věnuje vývoji umělé inteligence. V organizaci pracoval do roku 2017 jako vědecký pracovník. V letech 2017 až 2022 byl ředitelem umělé inteligence ve společnosti Tesla, kde se mimo jiné podílel na vývoji technologie Tesla Autopilot. V letech 2023 až 2024 působil opět v OpenAI, kde pomáhal při vývoji ChatGPT. V roce 2024 založil Euerka Labs, která se věnuje vzdělávání v oblasti AI.
Od roku 2023 provozuje také YouTube kanál věnující se umělé inteligenci. V roce 2025 zpopularizoval termín vibe coding.
V roce 2020 ho časopis MIT Technology Review zařadil do žebříčku 35 mladých inovátorů. V roce 2024 ho časopis Time zařadil do žebříčku 100 nejdůležitějších osob v oboru umělé inteligence.